# Uncatupi Caparicaya

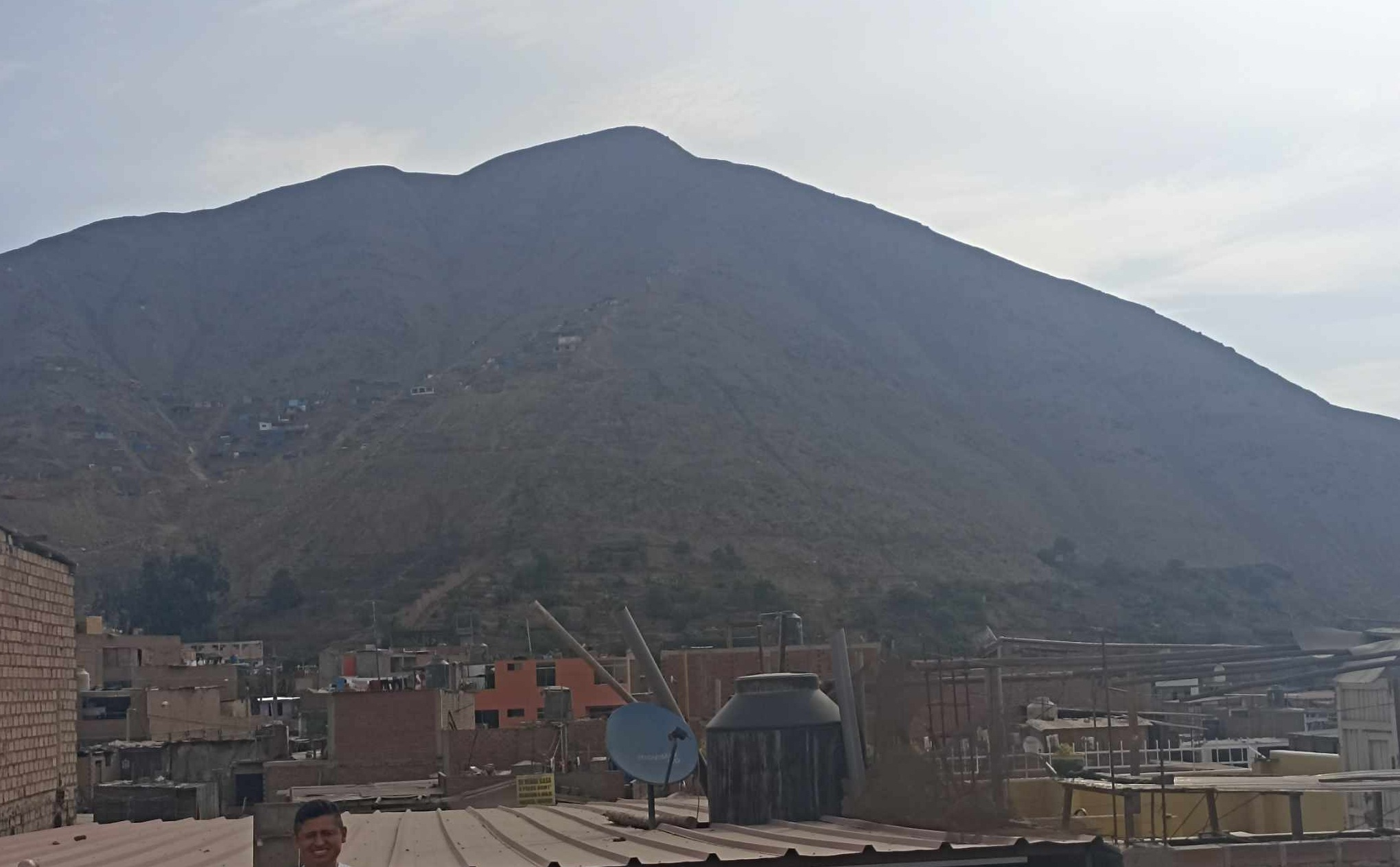
Uncatupi Caparicaya

Uncatupi Caparicaya es un cerro y  pico del Perú. Se encuentra en Huaycán, distrito de Ate, región de Lima. Tiene una altitud de 861 m s. n. m. y una prominencia de 81 metros. Es un Cerro investigado por Guido P. Lombardi, miembro de Huaycán Cultural, basado en los estudios del Manuscrito de Huarochirí.
El Manuscrito de Huarochirí menciona en el capítulo 12: Tutayquire era el más valiente de todos, por ser tan valiente, fue él quien primero conquisto a los yuncas de estos dos ríos, colocó una vara de oro en lugar que se llama Uncatupi, un cerro negro que se encuentra en la frontera (de las tierras de los) pariacha. (Al realizar este gesto), dijo: si alguien, como por maldecir a los yuncas, derriba esta (vara), mostrando. El cerro donde la colocó se llama hoy Uncatupi Caparicaya.